# Éric Lagacé
Éric Lagacé, né à Montréal le 8 juillet 1959, est un contrebassiste, compositeur, arrangeur et professeur en musique classique et en jazz.

## Biographie
Il est le fils de Bernard et Mireille Lagacé.
Il a reçu les premiers prix de contrebasse et de dictée du Conservatoire de musique de Montréal en 1985, le premier prix d’harmonie en 1989, les premiers prix de fugue et de contrepoint en 1991. Il a joué avec plusieurs orchestres symphoniques dont l’OSM, l’Orchestre symphonique de Québec et l’Orchestre symphonique de Barcelone. Depuis 1987 il est membre de l’Orchestre métropolitain de Montréal. 
Adepte tant de la corde pincée que frottée, il a accompagné des musiciens de jazz tels Vic Vogel et Oliver Jones. En 1989 il accompagna Michel Legrand en récital à Montréal. 
Il a arrangé et composé des pièces pour l’émission radiophonique Sans frontières à la SRC en 1990 et 1991. 
Il est devenu professeur de contrebasse à l’Université Concordia en 1988 et répétiteur pour l’Orchestre symphonique des Jeunes depuis 1989.
Dans une récente émission (2007) de Mélomaniaques animée par Gregory Charles qui traite de musique avec des interprètes jeunes ou plus âgés, il confiait aux téléspectateurs que lorsqu’il était enfant, il avait l’habitude de se balancer au rythme de la musique, assis sous le clavecin de sa mère lorsque celle-ci répétait.